# Enantiulus nanus
Espèce
Synonymes
- Iulus nanus Latzel, 1884
(protonyme)
- Leptophyllum nanum (Latzel, 1884)
- Metaleptophyllum nanum (Latzel, 1884)

Enantiulus nanus est une espèce de myriapodes diplopodes de la famille des Julidae.

## Distribution et habitat
Cette espèce vit en Europe centrale et, sensible à la dessiccation, dépend des milieux humides.